# Fassmer FPB 29
Fassmer FPB 29 ist die Werftbezeichnung einer Baureihe von Küstenstreifenbooten der Fassmer-Werft in Berne / Motzen, Niedersachsen. Von diesen Schiffen wurden in den 1990er Jahren zwei Einheiten für die Polizei Hamburg gebaut.

## Einsatz
Die Schiffe werden von der Wasserschutzpolizei Hamburg eingesetzt. Die Bürgermeister Weichmann (WS 2) ist dem Wasserschutzpolizeikommissariat 1 in Hamburg-Waltershof unterstellt und für den Hamburger Hafen und die Unterelbe zwischen Hamburg und St. Margarethen bei Brunsbüttel zuständig. Die Bürgermeister Brauer (WS 1) ist dem Wasserschutzpolizeirevier 4 in Cuxhaven unterstellt und für die Unter- und Außenelbe ab St. Margarethen seewärts bis in die Nordsee hinein sowie den Cuxhavener Hafen zuständig. Die Schiffe werden u. a. für die Überwachung und Kontrolle des Schiffsverkehrs und für die Ermittlung bei Schiffsunfällen bzw. die Verfolgung von Straftaten und Ordnungswidrigkeiten eingesetzt. Die Reichweite der Schiffe beträgt 400 Seemeilen.
2025 soll sie durch Neubauten abgelöst werden.

## Technische Daten und Ausstattung
Die Schiffe wurden ursprünglich von drei Zwölfzylinder-Viertakt-Dieselmotoren des Herstellers MWM (Typ: TBD 234 V 12) mit einer Leistung von je 654 kW angetrieben. Die Motoren wirken über Getriebe auf drei Festpropeller. Die Schiffe erreichen eine Geschwindigkeit von 23 kn.
Im Sommer 2004 wurden die Backbord- und Steuerbordmotoren der Bürgermeister Brauer ausgetauscht und durch zwei Zwölfzylinder-Viertaktmotoren des Herstellers Deutz (Typ: TBD 616 V 12) ersetzt. Die beiden Motoren verfügen über eine Leistung von jeweils 660 kW, so dass die Gesamtleistung der Antriebsmotoren bei diesem Schiff 1974 kW beträgt.
Im Frühjahr 2015 wurden auf der Bürgermeister Weichmann die drei Antriebsmotoren vom Hersteller MWM, Typ TBD 234 V 12 gegen neue Achtzylinder-Viertakt-Dieselmotoren des Herstellers Scania (Typ: DI 16 M V 8) mit einer Leistung von je 588 kW ausgetauscht.
Für die Stromversorgung sind auf den Schiffen zwei Generatoren mit einer Scheinleistung von jeweils 48 kVA verbaut.
Die Schiffe sind mit einem Bugstrahlruder mit einer Leistung von 50 kW ausgestattet. Sie sind für den Betrieb mit bis zu sechs Besatzungsmitgliedern ausgelegt und verfügen neben einem geschlossenen Steuerstand auch über einen als Flybridge bezeichneten offenen Steuerstand. Auf der Steuerbordseite befindet sich hinter dem Mast für die Feuerbekämpfung ein Löschmonitor.
Beide Schiffe sind mit einem Tochterboot ausgerüstet, das in einer Heckwanne mitgeführt wird. Die Tochterboote wurden 2009 auf der Hamburger Staatswerft im Harburger Binnenhafen ausgetauscht und die offenen Kunststoffboote durch Aluminiumboote mit einem Aufbau ersetzt. Das Tochterboot kann das Mutterschiff selbständig verlassen und über ein Hebezeug wieder an Bord geholt werden.

## Die Schiffe der Serie
| Fassmer FPB 29                | Fassmer FPB 29 | Fassmer FPB 29 | Fassmer FPB 29           | Fassmer FPB 29                               | Fassmer FPB 29                                                                | Fassmer FPB 29 | Fassmer FPB 29 |
| Schiffsname                   | Baunummer      | IMO-Nr.        | Heimathafen / Rufzeichen | Kiellegung / Stapellauf / Fertigstellung     | Bemerkungen                                                                   | Bild           |                |
| ----------------------------- | -------------- | -------------- | ------------------------ | -------------------------------------------- | ----------------------------------------------------------------------------- | -------------- | -------------- |
| Bürgermeister Brauer (WS1)    | 1230           | 9015955        | Hamburg / DBJD           | 23. November 1990 7. April 1992              | Benannt nach dem ehemaligen Ersten Bürgermeister Hamburgs, Max Brauer.        |                |                |
| Bürgermeister Weichmann (WS2) | 1430           | 9100047        | Hamburg / DBHC           | 25. Juli 1994 31. Oktober 1995 November 1995 | Benannt nach dem ehemaligen Ersten Bürgermeister Hamburgs, Herbert Weichmann. |                |                |